# Бражковка
Бра́жковка (укр. Бражківка), село, 
Бражковский сельский совет,
Изюмский район,
Харьковская область.
Код КОАТУУ — 6322880801. Население по переписи 2001 года составляет 170 (72/98 м/ж) человек.
Является административным центром Бражковского сельского совета, в который, кроме того, входит село
Сулиговка

## Географическое положение
Село Бражковка находится на расстоянии в 2 км от села Сулиговка, по селу протекает пересыхающий ручей, один из истоков реки Грековка (правый приток Северского Донца).
На расстоянии в 1 км проходит автомобильная дорога Т-2122.

## История
- 1897 — дата основания.
- В 1993 году в Бражковке[2] действовали библиотека, клуб, медпункт, почтовое отделение связи, колхоз имени Чапаева.[2]

## Экономика
- Молочно-товарная и овце-товарная фермы.
- Парники.
- «Анна», ООО.

## Достопримечательности
- Братская могила советских воинов.